# Aleksander Fornalski
Aleksander Fornalski pseud. Marek, Aleksandrowicz, Aleksander Markowski (ur. 8 grudnia 1899 w Fajsławicach, zm. 22 sierpnia 1937 w Moskwie) – polski działacz komunistyczny, publicysta, sekretarz Centralnego Wydziału Rolnego KPP, członek Sekretariatu Krajowego KC KPP, kierownik Centralnej Techniki KPP.

## Życiorys
Syn Antoniego i Marcjanny, brat Małgorzaty, Feliksy, Stanisława, Franciszka i Leona. Podczas nauki w lubelskim gimnazjum należał do młodzieżowych kółek socjalistycznych. W 1915 ewakuowany wraz z rodziną do Carycyna, gdzie w maju 1917 ukończył szkołę, po czym podjął studia na wydziale matematyczno-fizycznym uniwersytetu w Rostowie nad Donem. W tym samym czasie wstąpił do carycyńskiej grupy SDKPiL.
W styczniu 1918 wstąpił do 1 Rewolucyjnego Oddziału Czerwonej Gwardii w Carycynie. Od marca do grudnia 1918 był współpracownikiem redakcji bolszewickich gazet „Jużnaja Prawda”, „Sołdat Riewolucyi” i „Izwiestia CIK Donskoj Sowietskoj Riespubliki”, prowadząc w nich dział wojskowy i dział korespondencji z frontu i pisząc artykuły wstępne. Następnie pracował w Wydziale Wygnańczym Komisariatu Polskiego w Saratowie, gdzie wstąpił do RKP(b) i do miejscowej grupy Komunistycznej Partii Robotniczej Polski. Od marca 1919 służył w 1 Brygadzie Zachodniej Dywizji Strzelców najpierw jako przewodniczący Wojskowego Trybunału Rewolucyjnego, potem komisarz do spraw zaopatrzenia i komisarz sztabu 1 Brygady. Pod koniec 1919 został przekazany do dyspozycji Rady Wojskowo-Rewolucyjnej 16 Armii. Wkrótce powrócił wraz z matką i rodzeństwem do kraju. Latem 1920 pracował w Tymczasowym Komitecie Rewolucyjnym Polski (TKRP) w Białymstoku, w którym zorganizował Komisariat do spraw Oświaty i był kierownikiem Wydziału Oświaty okręgu białostockiego i redaktorem „Wiadomości Białostockiego Komitetu Rewolucyjnego”. Był członkiem Komitetu Miejskiego (KM) KPRP w Białymstoku.

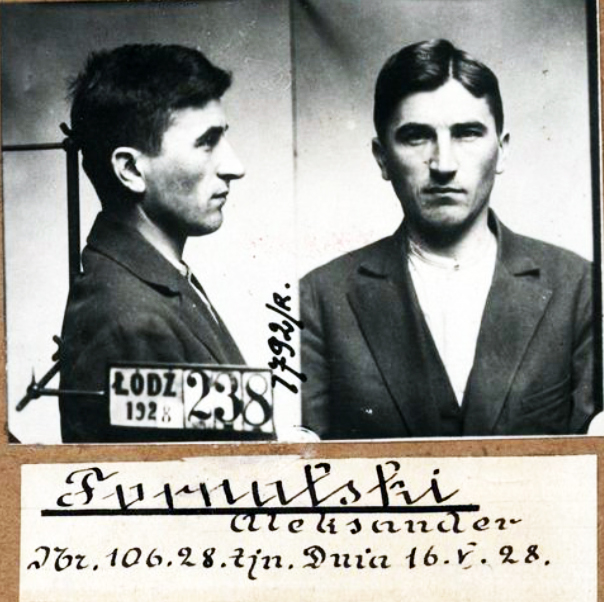
Aleksander Fornalski po aresztowaniu przez Policję Państwową za działalność komunistyczną (1928)

Od jesieni 1920 pracował w Wydziale Politycznym 3 Armii. W listopadzie 1920 odbył krótki kurs przy Uniwersytecie Komunistycznym im. Swierdłowa, następnie pracował w Biurze Polskim KC RKP(b). Był instruktorem Wydziału Mniejszości Narodowościowych przy KC RKP(b). W styczniu 1922 przyjechał do Polski, gdzie działał w KPRP, najpierw jako II sekretarz i członek egzekutywy Komitetu Okręgowego (KO) KPRP w Zagłębiu Dąbrowskim, a od końca 1922 do połowy 1924 jako jeden z kierowników Centralnej Techniki KPRP. Brał udział w II Zjeździe KPRP jesienią 1923 pod Moskwą. W latach 1923–1924 studiował matematykę na Uniwersytecie Warszawskim. Od końca 1924 był sekretarzem Centralnego Wydziału Rolnego KC KPRP/KPP.
W latach 1925–1927 był więziony za działalność komunistyczną, po zwolnieniu wyjechał na krótko do ZSRR, a od początku 1928 był sekretarzem KO w Łodzi. Później działał w Zagłębiu i w Okręgu Warszawa Podmiejska. W latach 1929–1930 studiował w Międzynarodowej Szkole Leninowskiej w Moskwie, a od czerwca 1930 był aspirantem Katedry Leninizmu w tej szkole. Od czerwca 1931 do końca 1932 był instruktorem KC KPP i kierownikiem Centralnej Techniki KPP. W latach 1933–1934 z ramienia Kominternu działał we Francji i Niemczech. Od lata 1934 był członkiem Sekretariatu Krajowego KC KPP. W lipcu-sierpniu 1935 uczestniczył w VII Kongresie Kominternu w Moskwie.
W okresie wielkiego terroru, 16 grudnia 1936 został aresztowany przez NKWD. 22 sierpnia 1937 został skazany na śmierć przez Kolegium Wojskowe Sądu Najwyższego ZSRR pod zarzutem „udziału w organizacji szpiegowsko-terrorystycznej”. Stracony tego samego dnia, skremowany w krematorium na Cmentarzu Dońskim i tam pochowany anonimowo. Zrehabilitowany 4 maja 1955 postanowieniem Kolegium Wojskowego Sądu Najwyższego ZSRR.